# 천은사 (구례군)
천은사(泉隱寺)는 지리산 서남쪽에 있는 사찰이다. 대한불교조계종 소속이며, 전라남도 구례군 광의면 방광리에 있다. 절 일원이 전라남도 문화재자료 제35호로 지정되어 있다.

## 사찰 연혁
신라 때 창건된 고찰이다. 신라 중기인 828년(신라 흥덕왕 3년)에 인도의 승려 덕운(德雲)이 중국을 통해 신라에 들어 왔다가 창건했다는 설이 전해 왔으나, 875년에 도선이 창건하고 후에 덕운이 고쳐 지은 사실이 와전된 것으로 알려졌다. 당시 이름은 감로사(甘露寺)였다.
고려 시대에는 절이 번성하여 충렬왕 때는 '남방제일선원(南方第一禪院)'으로 지정되었다. 이후 임진왜란 등을 겪으며 소실되었고, 광해군 2년인 1610년에 개창되었다. 조선 숙종 때인 1679년에 단유(袒裕)가 2년에 걸쳐 절을 크게 중수하여 지금과 같은 모습이 갖춰졌고, 이름도 천은사로 개칭되었다.

## 중요 문화재

### 보물

#### 극락전 아미타후불탱화
대한민국의 보물 제924호이다. 영조 52년(1776)에 신암(信菴)을 비롯한 승려화가 14명이 그린 이 그림은 제작연대와 그림의 제목 뿐 아니라 각 등장 인물들의 명칭이 적혀있어 아미타불화 연구에 귀중한 자료가 되고 있다.

#### 천은사괘불탱
천은사괘불탱은 대한민국의 보물 제1340호이다.천은사 괘불은 1673년에 조성된 것으로 화원(畵員) 경심(敬心)·지감(志鑑)·능성(能聖)이 그렸는 데, 거대한 화면에 석가불 입상을 큼직하게 그린 단독상이다. 단독상으로 괴체적인 형태, 황토색이 강한 독특한 채색, 필선, 문양 등에서 17세기 후반의 새로운 경향을 보여주는 중요한 자료이다.

#### 구례 천은사 금동불감
구례 천은사 금동불감은 대한민국의 보물 제1546호이다. 전각형 불감으로 내부에는 두 구의 불상을 모시고 후벽과 좌우 벽에는 후불탱화의 역할을 하는 비로자나불·약사여래·아미타여래 삼불회도를 타출기법으로 표현하였고, 문 좌우에는 기운이 넘치는 근육질의 인왕상을 나타내었다. 이와같이 이 불감은 비로자나를 본존으로 하는 삼불을 봉안한 법당을 완벽하게 재현하고 있고, 각 벽면마다 고부조로 새겨진 후불도의 세부 표현 역시 매우 정교하고 화려하다.

#### 천은사극락보전
천은사극락보전은 대한민국의 보물 제2024호이다. 아미타불을 모시고 있는 법당으로, 앞면 3칸·옆면 3칸 규모로 지붕 옆면이 여덟 팔(八)자 모양인 팔작지붕집이다. 불상 뒤로는 아미타불화가 그려져 있다.

### 시도유형문화재

#### 구례 천은사 삼장탱화
구례 천은사 삼장탱화는 전라남도 시도유형문화재 제268호이다. 조선후기에 조성된 탱화로 제작의 절대연대(1776년)를 알 수 있으며, 구도와 색채감이 뛰어나다. 또한 등장하는 도상의 이름이 하단에 밝혀져 있어서 삼장탱화의 도상연구에 중요한 작품이며, 불교사나 민간불교의 연구에도 중요한 자료이다. 그리고 같은 시기에 같은 작가들에 의하여 제작된 천은사 극락전 아미타후불탱화가 보물 924호로 지정되어 있는 등 천은사 삼장탱화는 여러 가지 사료적인 가치와 더불어 18세기의 우수한 불화 수준을 유지하고 있고 보존상태도 양호하여, 역사적, 예술적 가치가 있다.

## 참고 자료
- 천은사 - 국가유산청 국가유산포털
- “천은사의 역사”. 천은사. 2011년 8월 3일에 원본 문서에서 보존된 문서. 2008년 4월 28일에 확인함.